# 李映衡
克里斯蒂安·李 (Christian Li)（2007年10月30日—），中文名为李映衡，华裔澳大利亚小提琴家。2018年，10岁的他成为最年轻的梅纽因国际青少年小提琴比赛冠军。

## 生平
克里斯蒂安出生在澳大利亚。他的母亲凯瑟琳·刘是来自中国的回族移民，是一名注册会计师；父亲乔治·李是在美国长大的第二代回族华人，是一名电子工程师。
他于2019年12月毕业于墨尔本东唐卡斯特贝弗利山小学，目前就读于墨尔本霍索恩的苏格兰学院。他5岁开始学习小提琴和钢琴。 7岁起师从墨尔本的澳大利亚国立音乐学院小提琴专业主任罗宾·威尔逊（Robin Wilson）。
2013年6月，刚学拉小提琴8个月的克里斯蒂安曾与张学友一起拍过广告，广告中他拉着小提琴。
2014年，获得第七届“金色北京”小提琴比赛一等奖。2017年7月，获得意大利森帕国际青年艺术家音乐大赛（Young Artist Semper Music International Competition）小提琴类一等奖。2018年，10岁的他成为最年轻的梅纽因国际青少年小提琴比赛冠军，与新加坡选手蔡珂宜并列第一。此外，他还获得了青少年组的现场最佳奖和作曲家奖。
2016 年，他在纽约卡内基音乐厅演出。他曾与澳大利亚勃兰登堡管弦乐团在高尔音乐节、哈罗盖特国际音乐节和切尔滕纳姆音乐节上合作演出。2019年，他在与墨尔本交响乐团合作演出圣桑的《引子与回旋随想曲》时突然流鼻血，这并没有阻止他有任何停顿地完成演出。2019年12月，在小提琴家吕思清的带领下，他与另外两位梅纽因小提琴大赛的冠军蔡珂宜、朱凯源在北京联袂演出。
2020年，12岁的他与迪卡古典签约，成为签约该品牌最年轻的音乐家；同年他发行了他的第一首单曲。
他使用唐·尼科洛·阿玛蒂制作于1733年的3/4小提琴，由波士顿鲁宁家族琴行（Reuning＆Son Violins Boston）出借；以及一把十九世纪由皮埃尔·西蒙制造的琴弓，由伦敦弗洛里安·伦纳德小提琴机构（Florian Leonard Fine Violin）借出。
在学习小提琴的同时，克里斯蒂安从7岁开始也在学习芭蕾舞。2019年，他曾在北京舞蹈学院附属中学录制的芭蕾舞基础教学视频中出镜并演示了扶把练习的动作。

## 作品

### 专辑列表
- 维瓦尔第：四季（Vivaldi: The Four Seasons），2021年8月20日，迪卡古典
- 发现门德尔松（Discovering Mendelssohn），2023年7月7日，迪卡古典
- 柴可夫斯基：小提琴协奏曲（Tchaikovsky: Violin Concerto），2025年2月21日，迪卡古典

## 获奖与荣誉
- 2014年，第七届“金色北京”小提琴比赛一等奖
- 2017年，意大利森帕国际青年艺术家音乐大赛（Young Artist Semper Music International Competition）小提琴类一等奖
- 2018年，梅纽因国际青少年小提琴比赛冠军，成为最年轻的冠军